# Eimutis Misiūnas
Eimutis Misiūnas (ur. 1 kwietnia 1973 w Wilnie) – litewski prawnik, nauczyciel akademicki i urzędnik państwowy, w latach 2016–2019 minister spraw wewnętrznych.

## Życiorys
W 1996 ukończył studia prawnicze w Litewskiej Akademii Policyjnej, doktoryzował się w 2010. Od 1996 zawodowo związany z macierzystą uczelnią, przekształconą w międzyczasie w Uniwersytet Michała Römera. Specjalizował się w zagadnieniach z zakresu prawa policyjnego. W latach 2006–2008 pełnił funkcję dziekana wydziału prawa.
W latach 1997–2004 był jednocześnie prawnikiem w organizacji pozarządowej „Teisinės pagalbos centras”. Od 2008 do 2015 zajmował stanowisko głównego specjalisty w departamencie zwalczania korupcji Specjalnej Służby Śledczej (STT). W 2015 otrzymał nominację na sędziego Wileńskiego Sądu Dzielnicowego.
13 grudnia 2016 w nowo utworzonym gabinecie Sauliusa Skvernelisa z rekomendacji Litewskiego Związku Rolników i Zielonych objął stanowisko ministra spraw wewnętrznych. Zakończył urzędowanie w sierpniu 2019. Pozostał w administracji rządowej Sauliusa Skvernelisa na stanowisku wiceministra obrony, zajmując je do 2020.